# 大分県道23号中津高田線
大分県道23号中津高田線（おおいたけんどう23ごう なかつたかだせん）は、大分県中津市と豊後高田市に至る県道（主要地方道）である。

## 概要
中津市豊田町から豊後高田市新地に至る。大分県北部沿岸部の主要幹線である。

### 路線データ
- 起点：大分県中津市豊田町（中津市豊田交差点、福岡県道・大分県道110号東下中津線終点、大分県道・福岡県道113号中津豊前線交点）
- 終点：大分県豊後高田市新地（新地交差点、国道213号交点、大分県道29号豊後高田国東線・大分県道34号豊後高田安岐線起点）
- 総延長：12.1 km

## 歴史
- 1993年（平成5年）5月11日 - 建設省から、県道中津高田線が中津高田線として主要地方道に指定される[1]。

## 路線状況

### 通称
- 産業通り（中津市）

### 重複区間
- 大分県道・福岡県道108号中津吉富線（中津市枝町・福沢通り交差点 - 中津市大字牛神・牛神交差点）

### 道路施設

#### 橋梁
- 中殿橋（蛎瀬川、中津市）
- 自見大橋（自見川、中津市）
- 新今津大橋（犬丸川、中津市）
- 黒川橋（黒川、宇佐市）
- 小松橋（駅館川、宇佐市）
- 浮殿小橋（宇佐市）
- 浮殿大橋（寄藻川、宇佐市 - 豊後高田市）

## 地理

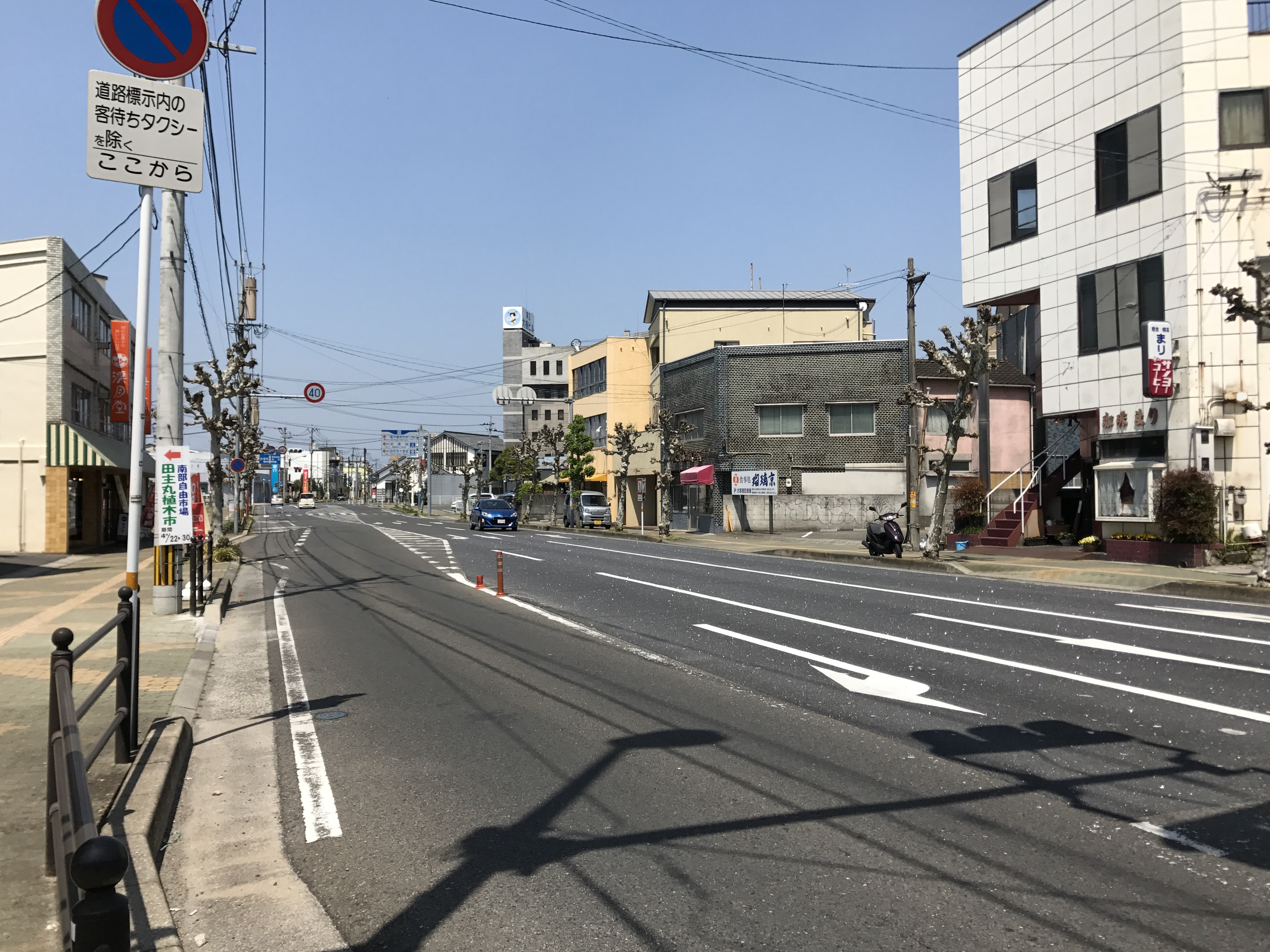
大分県道23号中津高田線（中津駅西側）

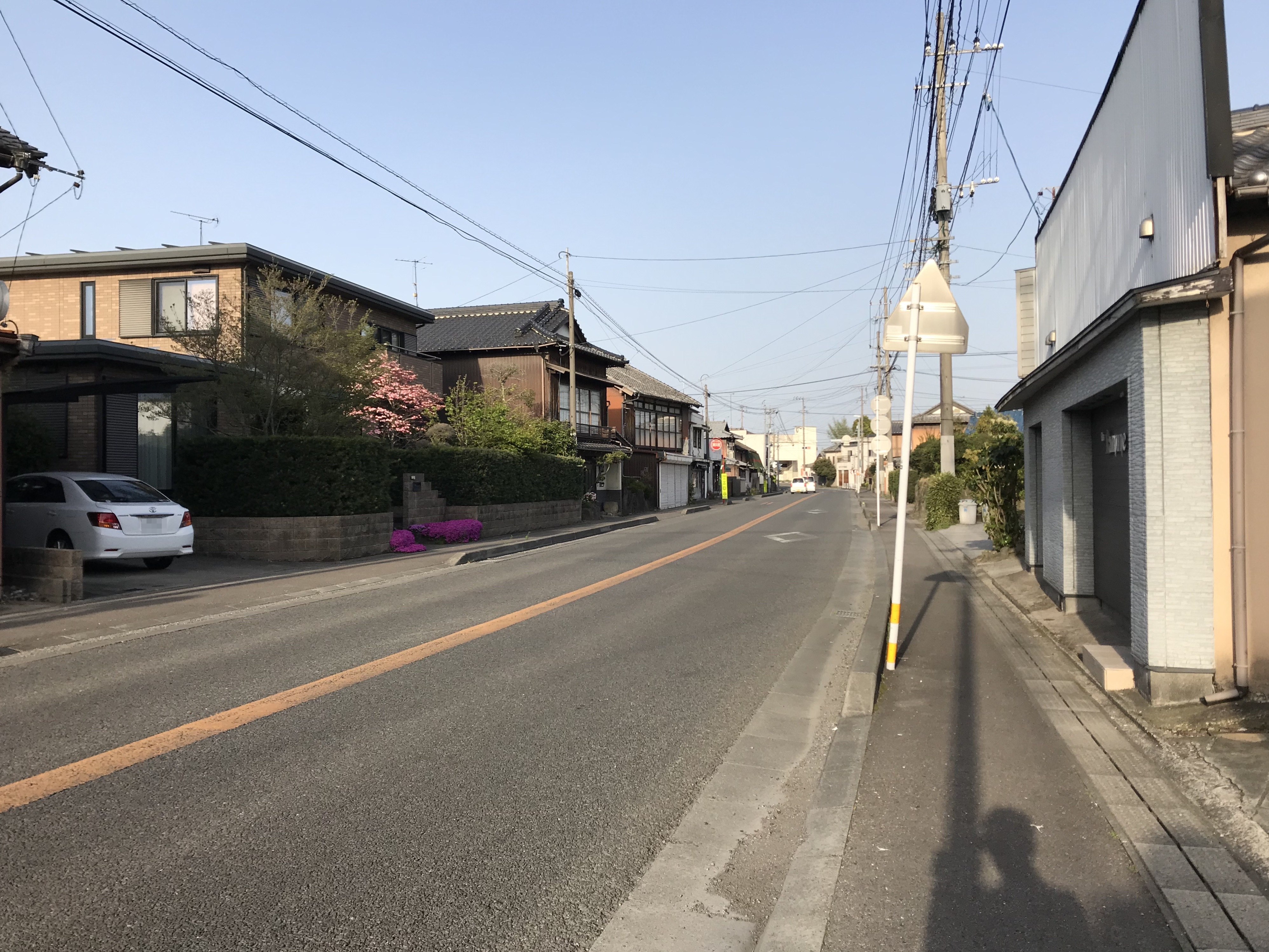
大分県道23号中津高田線（柳ケ浦駅東側）

### 通過する自治体
- 中津市
- 宇佐市
- 豊後高田市

### 交差する道路
| 交差する道路                                                         | 市町村名   | 交差する場所 | 交差する場所            |
| -------------------------------------------------------------------- | ---------- | ------------ | ----------------------- |
| 福岡県道・大分県道110号東下中津線 大分県道・福岡県道113号中津豊前線  | 中津市     | 豊田町       | 中津市豊田交差点 / 起点 |
| 大分県道・福岡県道108号中津吉富線 重複区間起点 大分県道530号小祝港線 | 中津市     | 枝町         | 福沢通り交差点          |
| 大分県道531号中津停車場線                                            | 中津市     | 島田本町     |                         |
| 大分県道・福岡県道108号中津吉富線 重複区間終点                       | 中津市     | 大字牛神     | 牛神交差点              |
| 大分県道23号中津高田線 / バイパス                                    | 中津市     | 大字東浜     |                         |
| 大分県道533号東中津停車場和田線                                      | 中津市     | 大字田尻     |                         |
| 大分県道505号中津港線 / 中津日田道路                                 | 中津市     | 大字定留     | 1 定留IC                |
| 大分県道665号鍋島植野線                                              | 中津市     | 大字鍋島     |                         |
| 大分県道656号尾永井猿渡線                                            | 宇佐市     | 大字下庄     | 下庄交差点              |
| 大分県道526号柳ヶ浦停車場線                                          | 宇佐市     | 住吉町1丁目  |                         |
| 大分県道44号宇佐本耶馬溪線                                           | 宇佐市     | 大字江須賀   |                         |
| 大分県道528号長洲港線                                                | 宇佐市     | 大字長洲     |                         |
| 大分県道213号長洲宇佐線                                              | 宇佐市     | 大字長洲     |                         |
| 大分県道527号豊前長洲停車場線                                        | 宇佐市     | 大字長洲     |                         |
| 大分県道215号長洲宇佐神宮線                                          | 宇佐市     | 大字長洲     |                         |
| 国道213号 大分県道29号豊後高田国東線 大分県道34号豊後高田安岐線      | 豊後高田市 | 新地         | 新地交差点 / 終点       |

### 交差する鉄道
- 日豊本線

### 沿線
- 中津市立豊田小学校
- 中津市役所
- JR九州日豊本線
  - 中津駅 - 柳ケ浦駅 - 豊前長洲駅
- 中津市立和田小学校
- ダイハツ九州
- 長洲郵便局
- 宇佐市立長洲小学校
- 宇佐市立長洲中学校